# Serafino Mazzarocchi
Serafino Mazzarocchi (* 7. Februar 1890 in Montegranaro; † 21. April 1961 in Bologna) war ein italienischer Turner.

## Erfolge
Serafino Mazzarocchi, der für den Verein Reale Società Ginnastica Torino turnte, nahm 1912 bei den Olympischen Spielen in Stockholm in zwei Wettbewerben teil. Dabei gehörte er unter anderem zur italienischen Turnriege im Mannschaftsmehrkampf. In diesem traten fünf Mannschaften an, die aus 16 bis 24 Turnern bestehen mussten. Der Wettkampf bestand aus fünf Teildisziplinen, darunter das Reck, der Barren und das Pauschenpferd, in denen ein Maximum von 58 Punkten erzielt werden konnte. Den Italienern gelang mit 53,15 Punkten das beste Resultat aller fünf Mannschaften, und sie beendeten den Wettkampf vor Ungarn und Großbritannien auf dem ersten Platz. Fregosi wurde mit Pietro Bianchi, Guido Boni, Alberto Braglia, Giuseppe Domenichelli, Carlo Fregosi, Alfredo Gollini, Francesco Loi, Luigi Maiocco, Giovanni Mangiante, Lorenzo Mangiante, Guido Romano, Paolo Salvi, Luciano Savorini, Adolfo Tunesi, Giorgio Zampori, Umberto Zanolini und Angelo Zorzi somit Olympiasieger. Mazzarocchi trat außerdem auch im Einzelmehrkampf an. An den insgesamt vier Geräten erzielte er am Pferd das beste Resultat aller Starter und kam auf eine Gesamtpunktzahl von 131,50 Punkten. Damit gewann er hinter seinem Landsmann Alberto Braglia und dem Franzosen Louis Ségura die Bronzemedaille.